# Aserbaidschanisches Staatliches Akademisches Opern- und Balletthaus

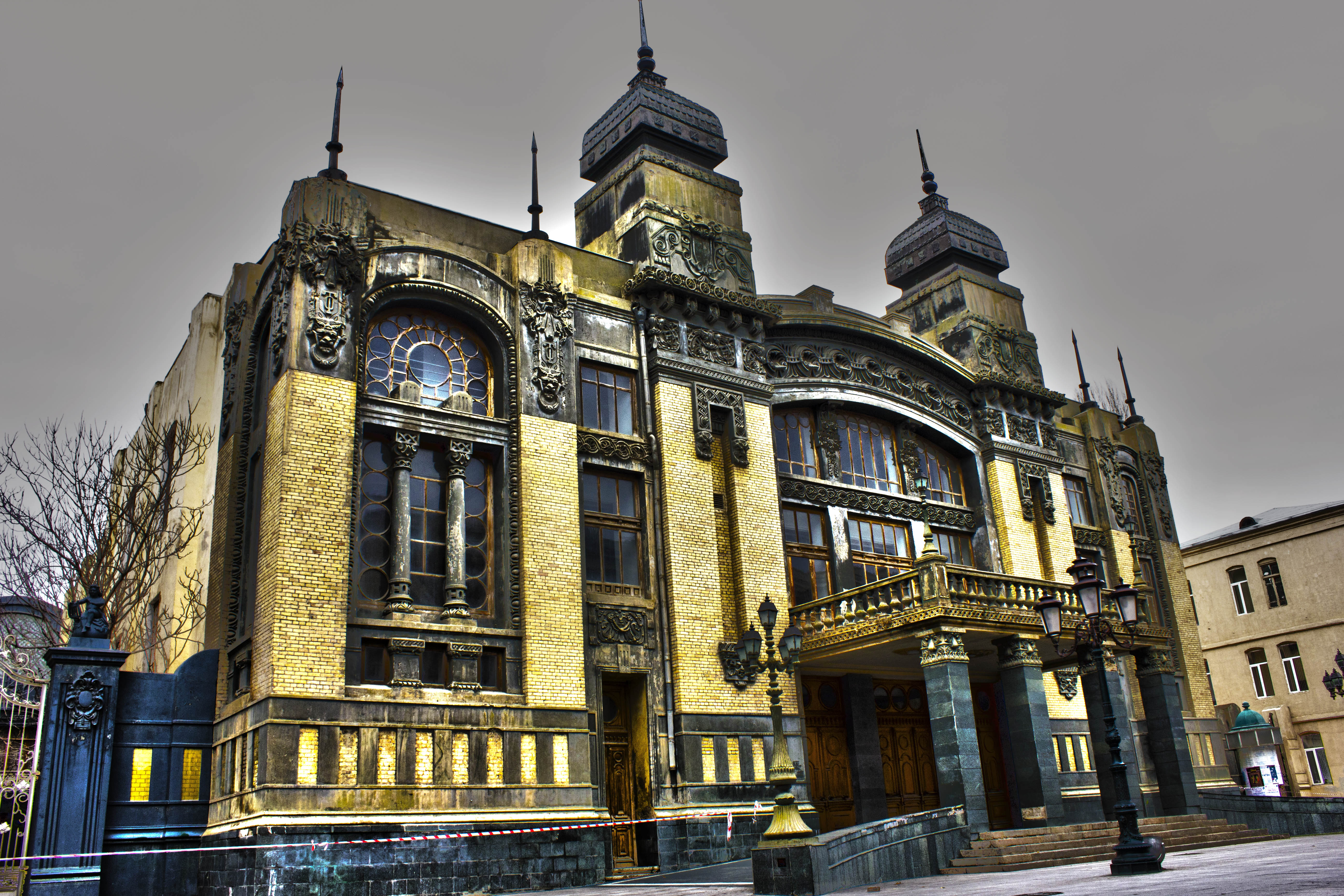
Frontansicht des Opern- und Balletthauses

Das Aserbaidschanische Staatliche Akademische Opern- und Balletthaus (eigentlich Aserbaidschanisches Staatliches Akademisches Axundov Opern- und Balletthaus; aserbaidschanisch: Axundov adına Azərbaycan Dövlət Akademik Opera və Balet Teatrı) ist ein Opernhaus in der aserbaidschanischen Hauptstadt Baku.
Das Opern- und Balletthaus wurde im Jahr 1920 gegründet und als Nationaloper und Ballett ist es eine Kulturinstitution Aserbaidschans. Institutionell ist es Teil des Ministeriums für Kultur und Tourismus von Aserbaidschan. Das Gebäude befindet sich im Stadtzentrum mit Adresse, Nizami küçəsi 95.

## Geschichte
Das Gebäude, das das Opern- und das Ballettensemble beherbergt, wurde zwischen 1910 und 1911 im Jugendstil erbaut. Ursprünglich war das Gebäude ein Elite-Klub der gehobenen Schicht Bakus, die hauptsächlich für Dinners, Bälle, Konzerte und andere High Society-Veranstaltungen genutzt wurde. Im Jahr 1920 wurde es schließlich in ein staatliches Opern- und Balletthaus umgewandelt. Im Jahr 1927 wurde das Opern- und Balletthaus nach dem aserbaidschanischen Aufklärer, Schriftsteller, Philosoph und Literaturkritiker Mirzə Fətəli Axundov benannt. Im Jahr 1959 wurde das Opern- und Balletthaus mit einem Ehrentitel als akademisches Theater gewürdigt. Heute ist es ein Repertoirebetrieb für Oper und Ballett, dessen aktuelles Repertoire aus über 150 Oper- und Ballettvorführungen besteht.